# Mycoplasma auris
Mycoplasma auris è una specie di batterio appartenente alla famiglia delle Mycoplasmataceae.